# 過海隧道巴士171R線
過海隧道巴士171R線是一條接送香港海洋公園遊客的隧道巴士線，由九巴及城巴聯合經營，只限特定日子服務。由海洋公園單向開往旺角。

## 歷史
- 2005年：路線因應「海洋公園十月全城哈囉喂」活動開辦，車資為$20。
- 2008年：車資調整至$21。
- 2017年10月起：此線未有再提供服務。

## 服務時間及班次
於「海洋公園十月全城哈囉喂」活動期間的指定日子提供服務，班次會視乎客量而作適當調整。 

## 收費
全程：$22.4
| - 本線設有12歲以下小童及65歲或以上長者半價優惠。 - 65歲或以上香港居民使用「樂悠咭」，以及12歲以下合資格殘疾兒童使用「殘疾人士身份」個人八達通繳付車資，均可享有每程$2.0或半價（以較低者為準）的票價優惠；12至64歲合資格殘疾人士使用「殘疾人士身份」個人八達通（包括「樂悠咭」），以及60至64歲香港居民使用「樂悠咭」繳付車資，均可享有每程$2.0或全費（以較低者為準）的票價優惠。 - 65歲或以上長者如使用長者或一般個人八達通繳付車資，則只可享有半價優惠；12至64歲合資格殘疾人士如不使用「殘疾人士身份」個人八達通，以及60至64歲人士如不使用「樂悠咭」繳付車資，必須繳付全費。 - 乘客可以現金或八達通於上車時付款，不設找續。 - 每位成人乘客可免費攜帶最多兩名4歲以下而不佔座位的兒童乘客乘車，超額之4歲以下小童必須繳付小童車費乘車。 - 持有「九巴月票」之乘客在車票有效期內，每日可享最多10程任何九龍巴士及龍運巴士路線（包括本路線，合資格車程只適用於九龍巴士／龍運巴士提供的班次；惟乘搭機場「A」及「NA」線則可享原價二七折優惠（不會計算每天10次合資格車程））；而B1線則可每日可享最多2程（不會計算每天10次合資格車程）。 - 九龍巴士、城巴、龍運巴士及陽光巴士全職員工及家屬（不包括外判職員）可免費乘搭本路線（陽光巴士員工及家屬只適用於九龍巴士提供的班次），惟必須拍職員或職員家屬八達通。 - 乘客亦可使用AlipayHK「易乘碼」、支付寶、WeChatHK／微信支付「搭車碼」、銀聯雲閃付「乘車碼」及BOC Pay「乘車碼」、具有感應式支付功能的JCB、卡美國運通、大來國際、Discover Card（只適用於九龍巴士／龍運巴士提供的班次）、VISA、Mastercard及銀聯卡，以及Apple Pay、Google Pay及Samsung Pay流動支付平台繳付車資。九巴班次的乘客使用上述付款方式，將只可享有與其他九巴路線／聯營路線九巴班次之轉乘優惠；城巴班次的乘客使用上述付款方式，將只可享有與其他城巴獨營路線或聯營線城巴班次之轉乘優惠。乘客亦不能享有「公共交通費用補貼計劃」及「長者及合資格殘疾人士公共交通票價優惠計劃」。 |

## 服務日期
- 截至2011年，171R只限於每年海洋公園舉辦萬聖節活動期間提供服務。

為配合「海洋公園十月全城哈囉喂」活動，本路線曾在以下日期服務。
| 服務年份 | 月份 | 日期                                                             |
| -------- | ---- | ---------------------------------------------------------------- |
| 2007     | 9    | 28-30日                                                          |
| 2007     | 10   | 1、5-7、12-14、18-21、26-28、31日                                |
| 2008     | 9    | 26-28 日                                                         |
| 2008     | 10   | 1、3-7、10-12、17-19、24-26、31 日                               |
| 2008     | 11   | 1-2日                                                            |
| 2009     | 9    | 25-27、30 日                                                     |
| 2009     | 10   | 1-4、9-11、16-18、23-25、29-31日                                 |
| 2009     | 11   | 1日                                                              |
| 2010     | 9    | 21、23-26、30日                                                  |
| 2010     | 10   | 1-3、8-10、15-17、21-24、27-31日                                 |
| 2011     | 9    | 23-25、30日                                                      |
| 2011     | 10   | 1、2、4、7-9、14-16、20-23、27-31日                              |
| 2012     | 9    | 21-23、28-30日                                                   |
| 2012     | 10   | 1、5-7、12-14、18-22、25-28、31日                                |
| 2013     | 10   | 1、4-6、11-14、17-20、24-27、31日                                |
| 2014     | 10   | 2-5、10-12、17-19、23-26、30、31日                               |
| 2015     | 10   | 2-4、9-11、16-18、21-25、29-31日                                 |
| 2015     | 11   | 1日                                                              |
| 2016     | 10   | 2、7、8、9、10、14、15、16、20、21、22、23、27、28、29、30及31日 |

## 行車路線
此路線的官方全程行車里數為13.8公里，行車時間約為26分鐘。（平均行車時速約為31.8公里）

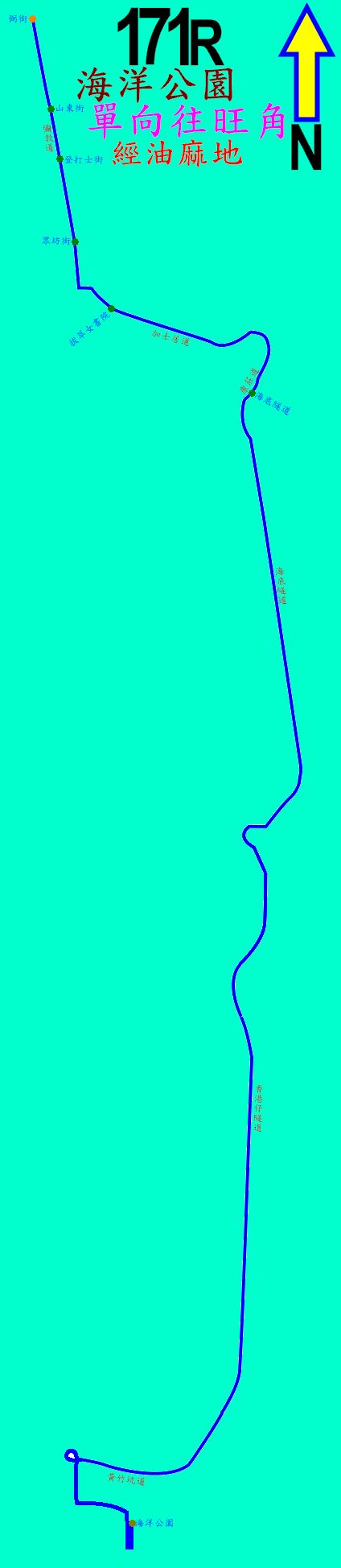
171R線的走線圖

經：海洋公園道、黃竹坑道、香港仔隧道、黃泥涌峽天橋、堅拿道天橋、紅磡海底隧道、康莊道、漆咸道北、加士居道及彌敦道。

### 沿線車站
| 海洋公園開           | 海洋公園開       | 海洋公園開             |
| 序號                 | 車站名稱         | 位置                   |
| -------------------- | ---------------- | ---------------------- |
| 1                    | 海洋公園         | 海洋公園公共運輸交匯處 |
| 香港仔隧道、海底隧道 |                  |                        |
| 2                    | 海底隧道收費廣場 | 康莊道                 |
| 3                    | 拔萃女書院       | 加士居道               |
| 4                    | 眾坊街           | 彌敦道                 |
| 5                    | 登打士街         | 彌敦道                 |
| 6                    | 山東街           | 彌敦道                 |
| 7                    | 弼街             | 彌敦道                 |

## 外部連結
九巴
- 過海隧道巴士171R線乘客通告 （页面存档备份，存于）

城巴
- 過海隧道巴士171R線 （页面存档备份，存于）
- 過海隧道巴士171R線路線圖 （页面存档备份，存于）

其他
- 681巴士總站－隧巴171R線 （页面存档备份，存于）